# Thor (família de foguetes)

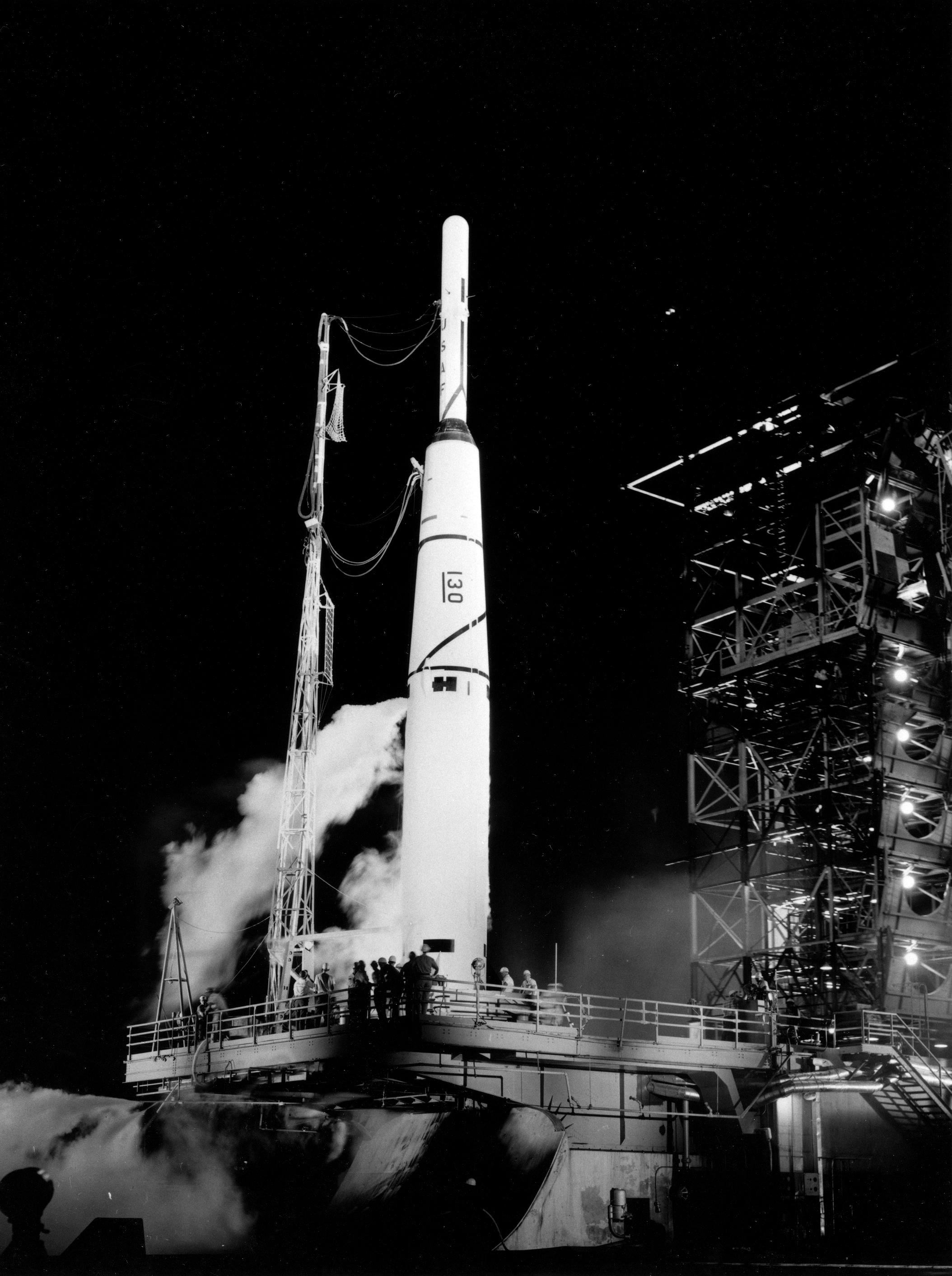
Um Thor-Able com o satélite Pioneer 1 aguardando o lançamento.

A família de foguetes Thor, foi um conjunto de veículos de lançamento descartáveis de origem
Norte americana, desenvolvidos a partir do míssil PGM-17 Thor.
Uma derivação do foguete Thor, ainda estava em serviço em 2011, como primeiro estágio do foguete Delta II.

## Modelos

### Thor-Able
O Able foi um estágio de foguete movido a combustível líquido, usando um par hipergólico. Foi usado como estágio superior do modelo
Thor-Able, que ficou em atividade de abril de 1958 a abril de 1960.

### Thor-Delta
O Delta foi um estágio de foguete movido a combustível líquido, usando um par hipergólico. Era uma evolução do Able, e foi usado como estágio superior do modelo Thor-Delta.

### Thor-Ablestar
O Ablestar foi um estágio de foguete movido a combustível líquido, usando um par hipergólico. Foi usado como estágio superior do modelo
Thor-Ablestar, que em 13 de abril de 1960, lançou o satélite Transit 1B. Esse modelo ficou ativo até agosto de 1965.

### Thor-Agena
Também conhecido como Thrust-Augmented Thor (TAT), o Thor-Agena usava o Agena como estágio superior.
Em atividade de outubro de 1960 a janeiro de 1968.

### Long Tank Thor
O Long Tank Thor foi na realidade, um estágio e não propriamente mais um modelo da família de foguetes Thor. Em relação ao primeiro estágio original, ele teve o tanque superior, modificado em seu formato e ambos os tanques foram aumentados. Esse estágio, foi usado nos foguetes: Thorad-Agena, da família Thor e também nos modelos L, M e N da família de foguetes Delta.

### Thorad-Agena
O modelo Thorad-Agena foi uma derivação dos foguetes Thor e Delta.
Em atividade de agosto de 1966 a dezembro de 1969.